# インパクト (テレビ制作会社)
株式会社インパクト（英称：IMPACT）は、主にテレビ番組及び関西ローカル番組においての企画・制作を中心とする制作プロダクションである。1995年（平成7年）7月設立。

## 所在地・代表者
- 大阪市中央区内淡路町2-3-1 KG大手前ビル1002号
- 代表取締役 : 安田貞夫

## 所属スタッフ

### プロデューサー
- 安田貞夫（社長）

### ディレクター
- 野村佳宏
- 三橋秀登
- 山本良太

## 主な制作番組

### 放送中の作品
NHK大阪
- 食を極める

ABCテレビ
- 虎バン
- LIFE〜夢のカタチ〜

関西テレビ
- 爆裂バラエティー シャバダバの空に

読売テレビ
- かんさい情報ネットten!
- 恋する映画

その他
- 地元応援バラエティ このへん!!トラベラー（福岡放送）

### これまで放送された作品
毎日放送
- なにわ友あれ赤井英和
- ジャイケルマクソン
- ちちんぷいぷい

ABCテレビ
- 街かどチャチャチャ!
- クイズ!紳助くん
- 食べて元気!ほらね
- かつみ♥さゆりのまるごとおおさか
- 評判!なかむら屋
- 週末の探検家〜夢羅針盤〜

関西テレビ
- 痛快!エブリデイ
- ベリーベリーサタデー!
- FNNスーパーニュースアンカー

読売テレビ
- 晴れるや夢街道
- なるトモ!
  - 月曜日コーナー企画
  - SP・チーム邦正
- ウラネタ芸能ワイド 週刊えみぃSHOW
- 藤山直美の強制的福岡ツアー
- ブラマヨ・チュートのまる金TV
- わおーん!
- 愛の修羅バラ!